# 광주계림초등학교
광주계림초등학교는 대한민국 광주광역시 동구에 있는 공립 초등학교이다.

## 학교 연혁
- 1948. 09. 03 광주계림공립국민학교 개교(4학급)
- 1950. 03. 01 광주계림국민학교로 개명
- 1957 ~ 1986 국어과 독해력 신장에 관한 연구 시범학교 운영
- 1976 인구 교육(문교부지정) 및 학교 환경 공원화 시범학교(시 지정)
- 1982 ~ 1983 질서 의식 생활화를 위한 학교 정화 운동 추진(도 지정)
- 1985. 03. 01 ~ 광주 교육 대학 대용 부속 국민 학교 운영
- 1987 ~ 1988 광주광역시 지역 사회 학교 운영(시 지정)
- 1987 ~ 1990 광주광역시 지역 사회 학교 추진회 센터 학교(시 지정)
- 1991 ~ 1992 교단 선진화 시범 및 학습 자료의 현장 적용 시범학교(시 지정)
- 1993 ~ 1994 교육 방송(도덕과) 시범학교 운영(시 지정)
- 1995. 03. 03 병설 유치원 개원 및 급식 학교 운영
- 1995. 03. 03 교과 수업 연구(국어과) 시범학교(시 지정)
- 1996. 03. 01 광주계림초등학교로 개명
- 1996. 10. 28 교과 수업 연구 (국어과) 시범학교 운영 결과 보고
- 1997. 10. 28 교실 수업 개선 교육 시범학교 운영 결과 보고
- 2000 ~ 2002 시 지정 교실 수업 개선 시범학교
- 2002. 07. 04 교실 수업 개선 중심 학교 수업 공개
- 2004. 03. 01 교과교육연구회 운영(국어, 수학)
- 2005. 03. 01 ~ 동부교육지원청 영재교육원 운영(수학, 과학)
- 2005 ~ 2007 교과교육연구회(국어)
- 2009. 03. 01 지역교과서 실험용 도서 시범 적용 연구학교 운영
- 2009. 09. 01 2009학년도 하반기 교원능력개발평가 선도학교 운영
- 2010. 10. 25 교원능력개발평가 연구학교 보고회
- 2011. 12. 교육과정 우수학교 표창
- 2012. 03. 01 ~ 교육복지우선지원 사업 운영
- 2013. 09. 01 제21대 이광숙 교장선생님 부임
- 2014. 02. 17 제61회 졸업(남:61명, 여:64명, 계:125명) - 졸업생 누계 29,877명
- 2014. 03. 01 영어 독서교육 선도학교 운영
- 2014. 05. 01 ∼ 학교폭력예방선도학교 운영
- 2014. 12. 광주광역시교육청 학교평가 우수학교
- 2015. 02. 17 제62회 졸업(남:61명, 여:64명, 계:125명) - 졸업생 누계 29,877명
- 2018  05  03 평화통일교육 운동회 열림
- 2021  01  14 제68회졸업 남37명 여41 계78명 졸업수 : 총계30,482명

## 참고 자료
- 광주계림초등학교 - 한국교육학술정보원 학교알리미